# André Marteau

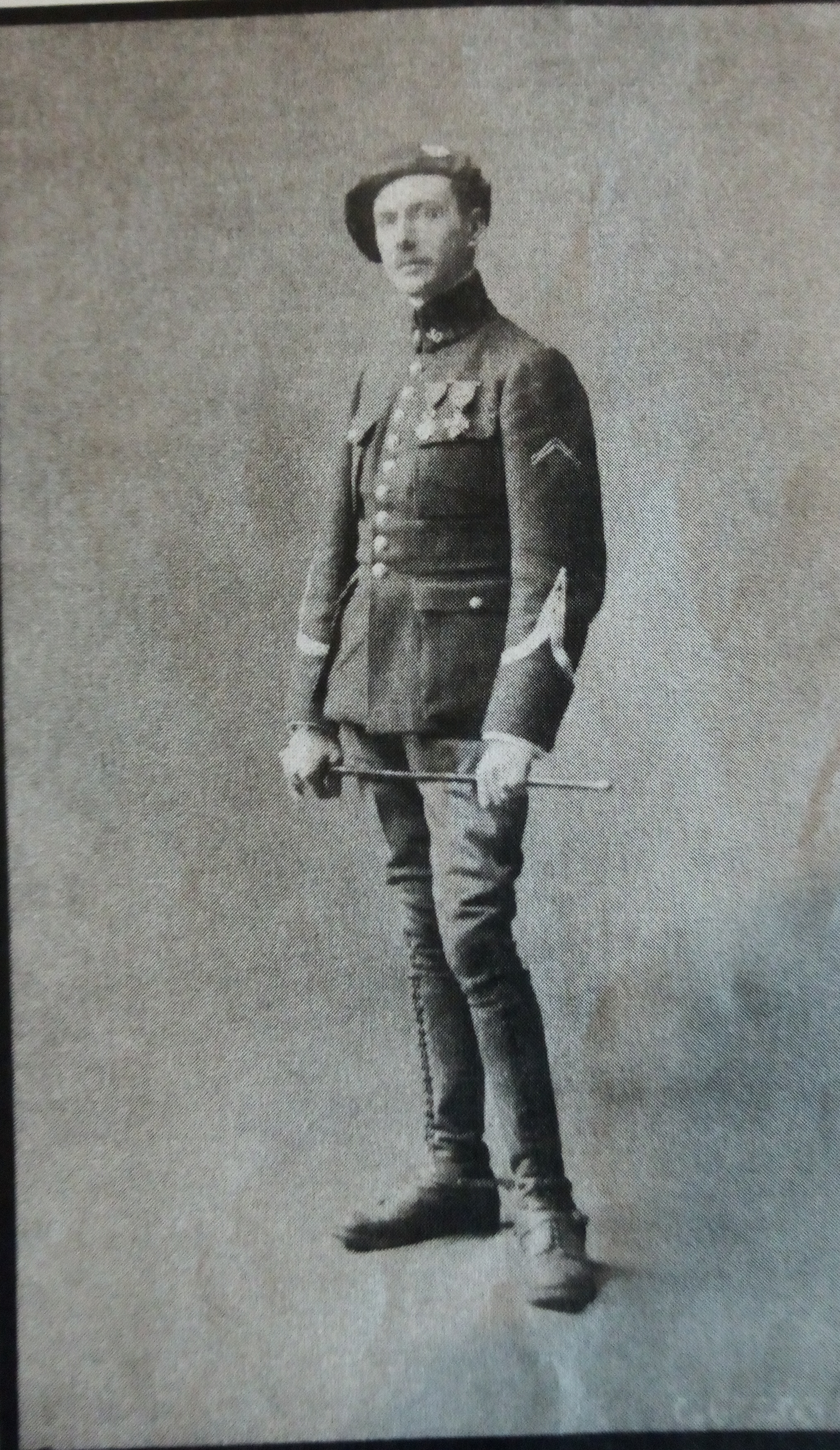
Le capitaine André Marteau en tenue de chasseur alpin

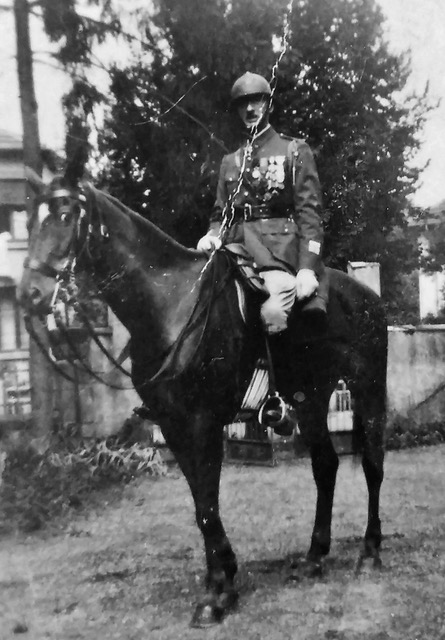
Le commandant André Marteau

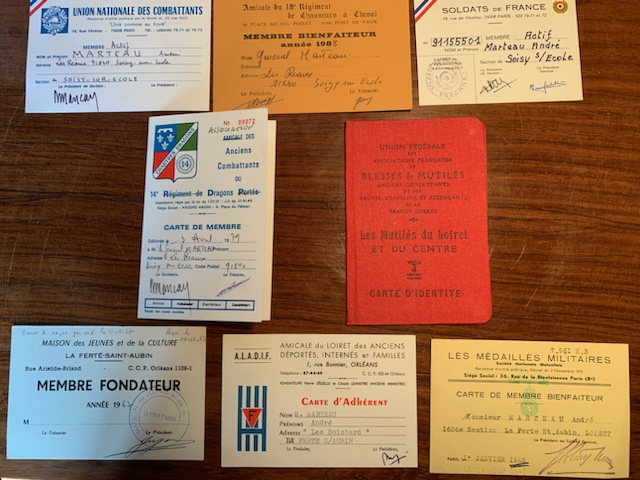
Cartes d'ancien combattant du général Marteau

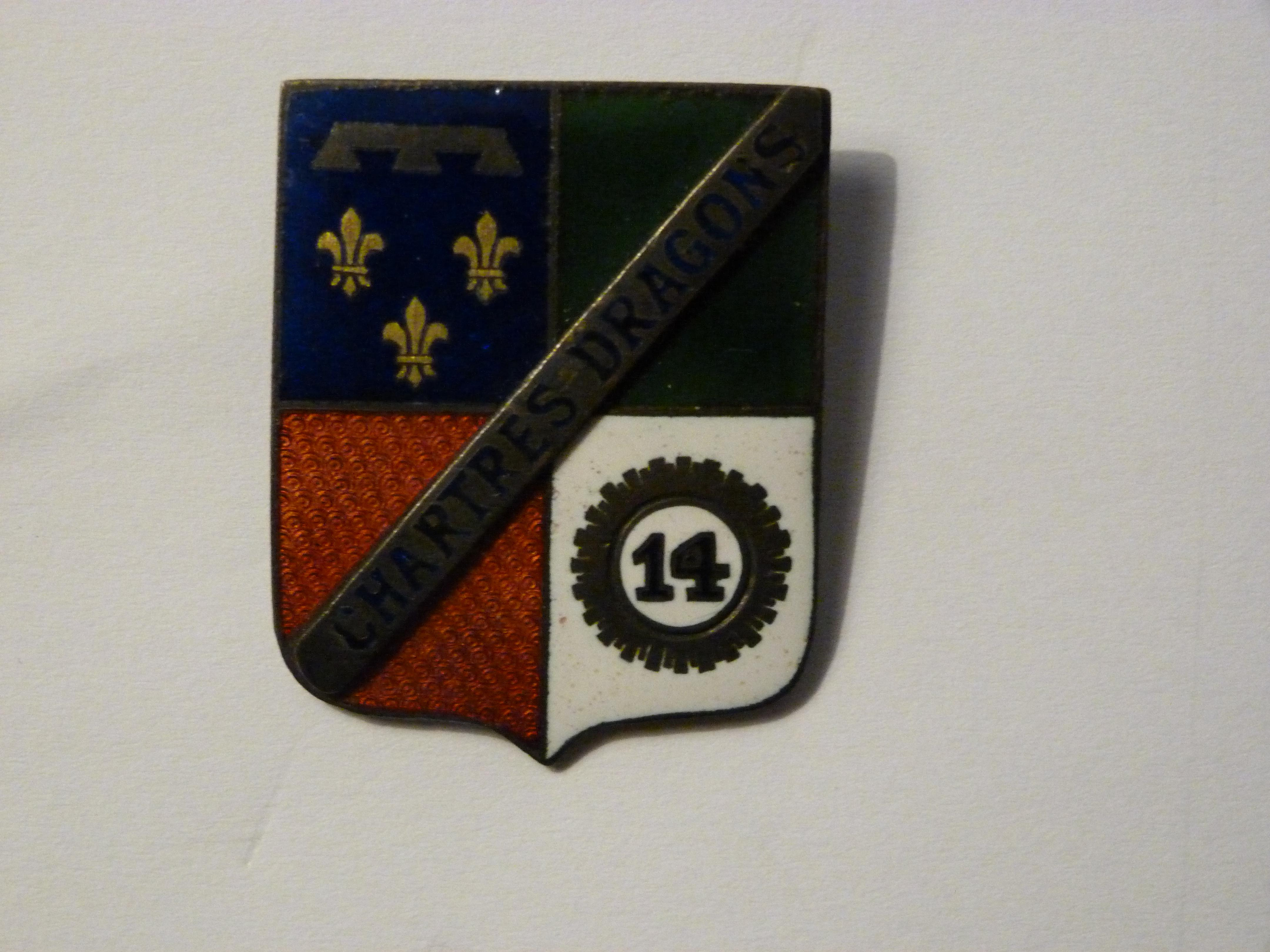
Insigne du 14ème régiment de dragons portés du lieutenant Gagnier

André Marteau (13 décembre 1889 - 29 novembre 1994) est un général français.

## Biographie
Le général de division André Marteau, grand-croix de la Légion d’honneur, vient de la Cavalerie. Il totalise, tout au long de sa carrière, treize citations et huit blessures au combat. Ce qui ne l’empêche aucunement, après la défaite de 1940, de participer activement à l’Organisation de résistance de l’Armée (l’ORA), ce qui lui vaut d’être déporté.
Première guerre mondiale :
- 21ème régiment de dragons
- 30ème bataillon de chasseurs alpins
- 12ème bataillon de chasseurs alpins
- 115ème bataillon de chasseurs alpins
Campagne d'Italie du 29 octobre 1917 au 26 février 1918.
Campagne du Maroc :
Combats de la tache de Taza en 1925.
Deuxième guerre mondiale :
- 4ème division légère de cavalerie (combats en Belgique)
- 7ème division légère mécanique (unité blindée)
Arrestation par la Gestapo le 28 octobre 1943 alors qu'il tente de rejoindre les Forces Françaises Libres. Il est détenu au camp de Füssen-Plansee.

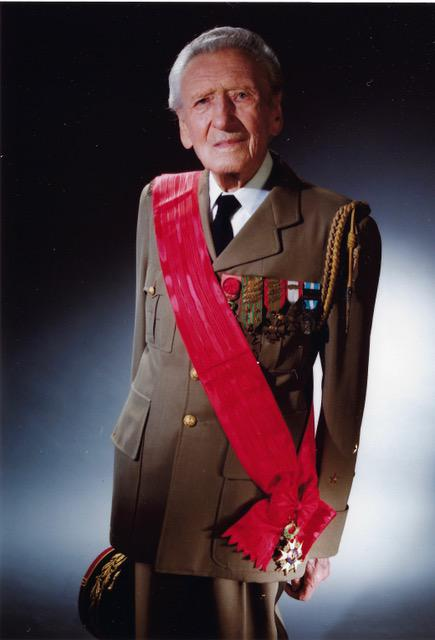
Le général André Marteau nommé grand croix de la Légion d'honneur le 13 décembre 1989

Doyen des officiers généraux, il est élevé à la dignité de grand-croix de la Légion d'honneur le 13 décembre 1989 par Jean-Pierre Chevènement pour ses cent ans,.

## Décorations
- Grand-croix de la Légion d'honneur
- [(Croix de guerre 1914-1918- 4 palmes et 5 étoiles)]
- [(Croix de guerre 1939-1945- 3 palmes)]
- [(Croix de guerre des Théâtres d'Opérations Extérieurs- 1 palme)]
- [(Médaille coloniale- Agrafes Maroc et Maroc 1925)]
- [(Croix de guerre 1914-1918- Belgique)]
- [(Médaille d'argent de la valeur militaire- Italie)]
- [(Croix du mérite de guerre- Italie)]
- [(Fourragère aux couleurs de la Croix de guerre- 5 novembre 1917)]
- [(Fourragère aux couleurs de la Médaille Militaire- 27 novembre 1918)]